# Metarctia tenebrosa
Metarctia tenebrosa is een vlinder uit de familie spinneruilen (Erebidae), onderfamilie beervlinders (Arctiinae). De wetenschappelijke naam van de soort is voor het eerst geldig gepubliceerd in 1922 door Le Cerf.
Deze nachtvlinder komt voor in tropisch Afrika.